# Emma-Lee
Emma-Lee är en sång inspelad av Johan Palm och släppt som singel 2009, efter att Johan Palm slog igenom med sin medverkan i Idol 2008. Singeln toppade den svenska singellistan.
Melodin testades även på Svensktoppen den 19 juli 2009, , men gick inte in .

## Listplaceringar
| Lista (2009) | Topplacering |
| ------------ | ------------ |
| Sverige      | 1            |